# Reloj analógico

Diseño clásico de la esfera de un reloj analógico, sobre la que se indican simultáneamente las horas, los minutos y los segundos mediante tres manecillas distintas

Se denomina reloj analógico al que indica la hora en una circunferencia numerada, mediante manecillas o agujas que indican la hora, los minutos y en algunos relojes, los segundos. Se designa un reloj como analógico al que tiene estas características independientemente que su funcionamiento sea mecánico, eléctrico o electrónico, por oposición a los relojes digitales

## Esfera del reloj analógico
En la esfera del reloj analógico, podemos ver en su parte exterior la numeración de las horas del 1 al 12, la manecilla que indica las horas, la de menor longitud, llamada horario, esta manecilla tarda 12 horas en completar una vuelta al reloj. La manecilla que indica los minutos, el minutero, de mayor longitud y más estrecha que la anterior y que completa una vuelta a la esfera en una hora.
Algunos relojes disponen de una tercera aguja, el segundero, de mayor longitud y más delgada que las dos anteriores, y que completa una vuelta en un minuto.
La combinación de las indicaciones de estas manecillas, indica la hora, téngase en cuenta que este tipo de reloj solo puede indicar doce horas de las veinticuatro que tiene el día, por lo tanto la aguja horaria dará dos vueltas completas a la esfera en un día, la primera de las cero horas de la noche a las doce del mediodía, y la segunda de las doce del mediodía a las 24 horas de ese día.
Por norma todos los relojes avanzan en sentido en que avanza la sombra en un reloj de sol

## Principio de funcionamiento del reloj analógico
En el reloj analógico de dos manecillas, la que indica las horas, tarda 12 horas en dar una vuelta completa a la esfera del reloj:
|                       |                    |
| Dividida en 12 horas. | Manecilla horaria. |
El minutero tarda una hora en dar una vuelta completa:
|                         |           |
| Dividida en 60 minutos. | Minutero. |
Las dos manecillas coinciden a las 12 horas, en la parte más alta de la esfera.
La numeración de la esfera es la horaria, si bien algunos relojes también tienen la numeración en minutos, normalmente solo las horas están grabadas en la esfera del reloj y entre cada una de ellas hay una diferencia de cinco minutos.
Partiendo de las 12 en punto, las manecillas comienzan a girar, cada una de ellas avanzará la parte proporcional al tiempo transcurrido.
|                      |                      |                  |
| 12 horas 20 minutos. | 12 horas 45 minutos. | La una en punto. |
En la figura puede verse un reloj que indica las 12:20, el minutero ha recorrido una tercera parte de la circunferencia, y la manecilla de las horas un tercio entre las doce y la una, si el reloj indica las 12:45, el minutero ha recorrido ¾ de la circunferencia, y la horaria está más cerca de la una, a la una en punto la manecilla horaria apunta a la una y el minutero a las doce.
|                    |                    |                     |
| 1 horas 4 minutos. | 1 horas 8 minutos. | 1 horas 12 minutos. |
A medida que el tiempo pasa, cada una de las manecillas sigue avanzando, cada una de ellas a su velocidad, indicando sucesivamente, las distintas horas.

## Lectura del reloj analógico
La lectura del reloj se hace según unas normas definidas, empleadas para indicar las horas, cada idioma tiene sus propias normas para indicar la hora. Aquí veremos cómo se hace en español.
Como norma general, la hora se redondea cada cinco minutos, salvo que se quiera especificar una hora y minutos concretos, con más precisión de cinco minutos.

### Hora en punto
Cuando el reloj marca una hora entera, la manecilla de las horas indica la hora en cuestión, y el minutero indica las doce.
|           |         |            |           |
| Las diez. | La una. | Las siete. | Las tres. |
Cuando el reloj marca una hora entera, se indica únicamente la hora, también puede añadirse: "en punto": Las doce en punto, la una en punto o las cinco en punto, pero las palabras "en punto" solo se añaden cuando se quiere especificar, redundantemente, que es, exactamente, esa hora.

### Hora y media
Una hora entera más media hora:
|                 |                   |                   |
| La una y media. | Las seis y media. | Las ocho y media. |
se dice: la hora y media, como se ve en la figura.

### Hora entre en punto e y media
Entre la hora en punto y la hora y media podemos ver las siguientes indicaciones del reloj, con una diferencia de cinco minutos.

#### Hora y cuarto
Cuando pasan 15 minutos, se dice:
|                   |                      |                     |
| Las dos y cuarto. | Las cuatro y cuarto. | Las siete y cuarto. |
La hora de que se trate seguido de y cuarto.

#### Hora y cinco
Para los otros casos entre la hora en punto e y media, se indican los minutos, así cuando pasan cinco minutos:
|                 |                   |                   |
| La una y cinco. | Las seis y cinco. | Las diez y cinco. |

#### Hora y diez
Si son diez minutos los que pasan de la hora:
|                  |                   |                  |
| Las tres y diez. | Las nueve y diez. | Las once y diez. |

#### Hora y veinte
Cuando pasan veinte minutos de la hora:
|                    |                   |                    |                     |
| Las doce y veinte. | Las dos y veinte. | Las diez y veinte. | Las nueve y veinte. |

#### Hora y veinticinco
Y si son veinticinco los minutos que pasan de la hora:
|                       |                         |                         |
| La una y veinticinco. | Las ocho y veinticinco. | Las diez y veinticinco. |

### Hora entre y media y en punto
La lectura del reloj, pasada la hora y media y antes de completar la nueva hora, se hace señalando lo que falta para completar la hora siguiente:

#### Menos cuarto
Si la fracción de hora es mayor de media hora, se toma como referencia la hora siguiente, señalando lo que falta para alcanzar esa hora, así cuando una se halla excedida en ¾ de hora, se señala la hora siguiente a falta de ¼ de hora. Veamos:
|                         |                         |                         |
| Las cinco menos cuarto. | Las siete menos cuarto. | Las nueve menos cuarto. |

#### Menos cinco
Para los otros casos, se señalan los minutos que faltan hasta la hora. Cuando faltan cinco minutos:
|                      |                       |                       |
| Las dos menos cinco. | Las tres menos cinco. | Las ocho menos cinco. |

#### Menos diez
Si faltan diez minutos para la hora:
|                    |                       |                      |
| La una menos diez. | Las cinco menos diez. | Las ocho menos diez. |

#### Menos veinte
A falta de veinte minutos:
|                        |                          |                         |
| Las tres menos veinte. | Las cuatro menos veinte. | Las siete menos veinte. |
la una y cuarenta

#### Menos veinticinco
Y a falta de veinticinco minutos:
|                             |                              |                             |
| Las seis menos veinticinco. | Las nueve menos veinticinco. | Las once menos veinticinco. |menos cinco
Completando las horas que presenta un reloj analógico, estas lecturas pueden ser AM o PM.

#### Variantes
En algunos países de América Latina, como Chile, la forma de leer la hora en el caso de que falten minutos para completarla es la siguiente: se habla de "tantos minutos para una determinada hora". Ejemplo: cuando son las seis menos diez, en Chile se dice que son "diez para las seis"; cuando son las seis menos un cuarto, en Chile se habla de "un cuarto para las seis"; cuando se refieren a las seis menos veinte, en Chile se dice: "veinte para las seis"; cuando se refieren a las seis menos veinte y cinco, en Chile se refieren a "veinte y cinco para las seis", y así con todos los minutos que faltan para completar una determinada hora.

## Matemáticas en la esfera del reloj
Hay distintos problemas relacionados con la esfera del reloj, uno puede ser el siguiente:
A las doce las dos agujas del reloj coinciden en el mismo lugar, a que otra hora vuelven a coincidir.
Efectivamente cuando el reloj indica las 12h tanto la aguja horaria como el minutero están en las 12, el minutero avanza a un ritmo de una vuelta por hora, y la horaria a una vuelta cada 12 horas, a la 1h el minutero completa una revolución e inicia la segunda, alcanzando a la aguja horaria un poco después de la 1h 5m.
|        |    |       |       |
| 12h 1m | 1h | 1h 5m | 1h 6m |
El cálculo de la hora exacta en la que esto sucede da como resultado que en un periodo de 12 horas esta coincidencia se produce 11 veces:
{\displaystyle H_{i}={\frac {12}{11}}\;i}
siendo i un número entero.
La coincidencia inicial se produce para i= 0:
{\displaystyle H_{0}={\frac {12}{11}}\;0=0h}
partiendo de este inicio, la primera coincidencia se produce para i= 1:
{\displaystyle H_{1}={\frac {12}{11}}\;1=1,{\overline {09}}h\;\mapsto \;1h\;5m\;27,{\overline {27}}s}
Si las manecillas continúan girando el minutero adelanta a la aguja horaria y coinciden de nuevo para i= 2:
{\displaystyle H_{2}={\frac {12}{11}}\;2=2,{\overline {18}}h\;\mapsto \;2h\;10m\;54,{\overline {54}}s}
Esta secuencia se repite, resultando que para i= 10:
{\displaystyle H_{10}={\frac {12}{11}}\;10=10,{\overline {90}}h\;\mapsto \;10h\;54m\;32,{\overline {72}}s}
Por último para i= 11, las agujas vuelven a coincidir, dada la aritmética del reloj esta hora es equivalente a la posición inicial con i= 0.
{\displaystyle H_{11}={\frac {12}{11}}\;11=12h\;\leftrightarrow \;0h}